# Litoria barringtonensis
Litoria barringtonensis es una especie de anfibio anuro del género Litoria de la familia Pelodryadidae. 

## Distribución geográfica
Originaria de Australia en Myall Lakes cerca de Parque nacional de Dorrigo y Parque nacional Cumbres Barrington.
Esta rana mide 3.7 cm de largo.  Es verde con manchas oscuras y una raya oscura detrás de su ojo.  Tiene estómago blanco.
Los científicos no están de acuerdos sobre si esta rana es barringtonenesis o pearsoniana. Algunos dicen que son dos especies diferentes y algunos no.